# Rauhebergtunnel
Der Rauhebergtunnel (auch: Tunnel Rauheberg) ist ein 5.210 m langer Eisenbahntunnel der Schnellfahrstrecke Hannover–Würzburg (Streckenkilometer 114,399 bis 119,610). Er unterquert östlich der niedersächsischen Stadt Hann. Münden den Rauheberg und trägt daher seinen Namen. Nach dem Ortsteil Lippoldshausen, der etwa 600 m nördlich des Südportals liegt, wird er auch Lippoldshauser Tunnel genannt. Er ist der zweitlängste Tunnel in Niedersachsen.

## Verlauf

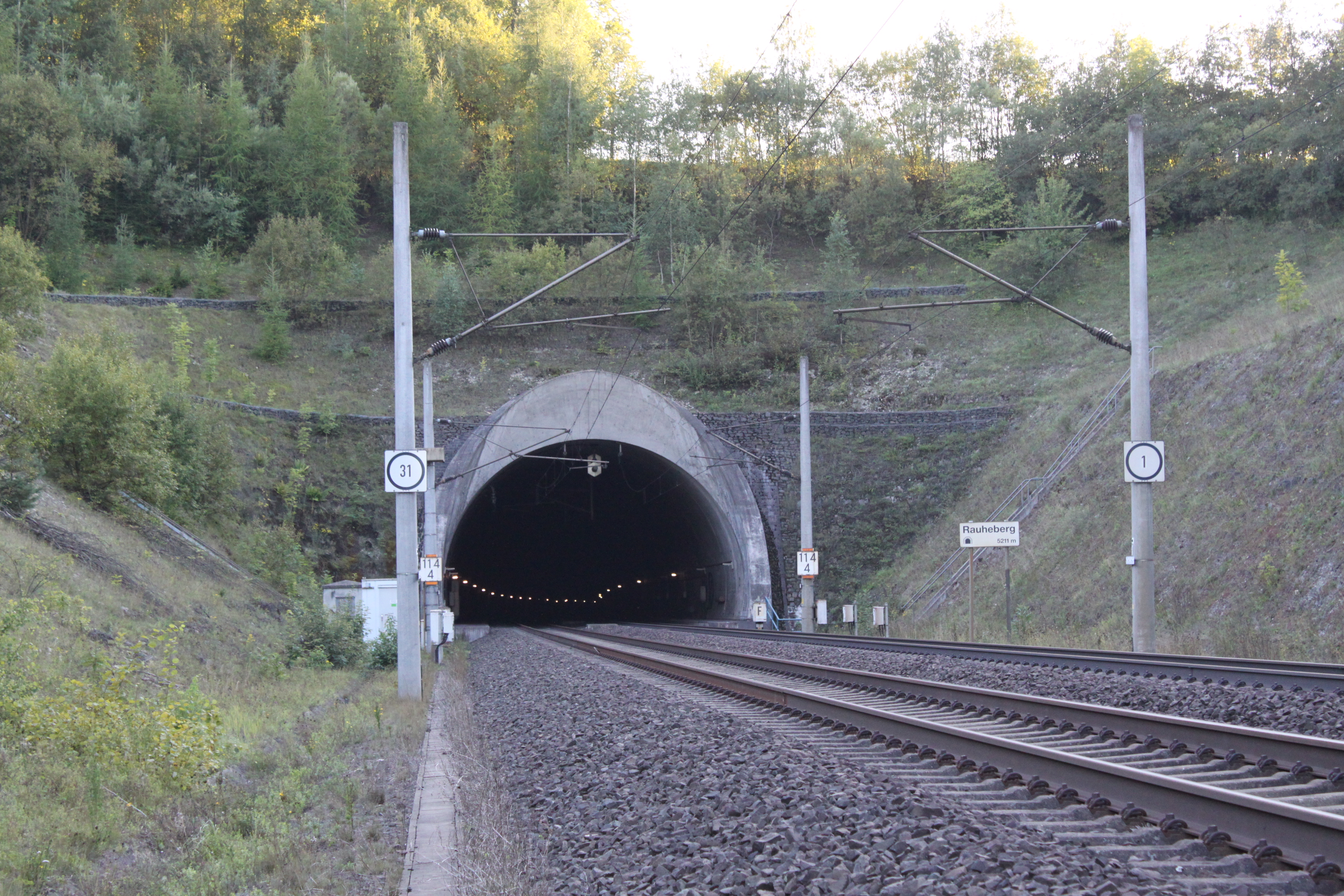
Blick auf das Nordportal (2010).

Der Tunnel verläuft in südwestlicher Richtung und unterquert dabei die Wasserscheide zwischen Leine und Werra.
Die Trasse verläuft Richtung Süden zunächst in einer Rechtskurve und geht anschließend in eine lange Gerade über. Die Gradiente fällt im Tunnel mit 12,499 Promille zum Südportal hin kontinuierlich ab. Die Überdeckung erreicht bis zu 120 m, nach anderer Quelle 118 m.
Nördlich schließt sich an den Tunnel ein 490 m langer (Bau-Km 113,910 bis 114,400) Voreinschnitt an, südlich ein Voreinschnitt von 775 m Länge (Bau-Km 119,610 bis 120,385), die als Überleitstelle genutzt wird (Stand aller Längenangaben: etwa 1986). Im Norden schließt sich (nach einem 900 m langen Einschnitt) der Mackenrodttunnel, im Süden die Werratalbrücke Hedemünden an.
Im nördlichen Bereich durchörtert die Röhre Schichten des Unteren Muschelkalks, im mittleren Teil liegen Schichten des Oberen Buntsandsteins an. Im Südabschnitt liegen Schichten von Lockergestein aus Muschelkalk und Röt sowie Sand- und Kies-Ablagerungen an, im Südabschnitt überwiegend Quartär. Der Bergwasserspiegel liegt überwiegend unterhalb der Sohle.

## Geschichte

### Planung
Der südliche Abschnitt, mit einer Länge von 1020 m, sollte ursprünglich als bis zu 20 m tiefer Einschnitt ausgeführt werden. Um die Eingriffe in den Naturpark Münden zu minimieren, wurde hier letztlich ein Tunnelabschnitt in offener Bauweise erstellt.
In den Jahren 1980 und 1981 wurde der Baugrund durch ein geologisches und hydrologisches Vorerkundungsprogramm untersucht.
Der Tunnel war Teil eines 6.475 m langen Bauloses, das sich über die Baukilometer 113,910 bis 120,385 erstreckte.

### Bau
Die Bauarbeiten begannen im Spätsommer 1983. Der Vortrieb wurde im November 1983 aufgenommen. Der Tunnel wurde am 28. November 1983 angeschlagen.
Ausgehend von einem Zwischenangriff wurde der Großteil des Tunnels, auf einer Länge von 4.190 m (Bau-Km 114,400 bis 118,590) in Spritzbetonbauweise errichtet. Die südlichsten 1.020 m (Bau-Km 118,590 bis 119,610) wurden in offener Bauweise errichtet.
Im bergmännischen Vortrieb wurden der Tunnel von Süd nach Nord bei Abschlagslängen von 0,75 bis 2,0 m vorgetrieben. Der Vortrieb der Kalotte lief dem Strossenvortrieb 120 bis 200 m voraus. Bei der offenen Bauweise wurden in einem Taktverfahren jeweils 11 m lange Abschnitte erstellt. Der Tunnel weist ein Maulprofil von rund 9 m Höhe und einer lichten Weite von 12,50 m auf. Das Sohlgewölbe wurde, je nach geologischen Erfordernissen, bis zu 90 cm stark ausgeführt.
Der Ausbruchsquerschnitt lag zwischen 124 und 142 m², die ausgebrochenen Massen wurden überwiegend im Umkreis deponiert. Im bergmännischen Vortrieb wurden 540.000 m³ Material ausgebrochen und ca. 198.000 m³ Spritzbeton, rund 110.000 m³ Folienabdichtung, etwa 32.000 m³ Stahlbeton (für die Innenschale) und ca. 2.000 t Betonstahl verbaut. Im offenen Abschnitt wurden 700.000 m³ Erde bewegt, 36.000 t Stahlbeton und 3.500 t Betonstahl verbaut. Für die beiden Voreinschnitte wurden weitere 700.000 m³ Erde bewegt. (Eine andere Quelle spricht von 590.000 m³ Materialausbruch im Tunnel sowie weiteren 1.035.000 m³ Material in den Voreinschnitten. Insgesamt wurden demnach 187.000 m³ Beton und 17.000 t Stahl eingebaut.)
Am Übergang vom Oberen Buntsandstein zum Muschelkalk befindet sich eine drei bis vier Meter mächtige und etwa 12° geneigte Gelbkalkschicht, die stark wasserführt. Der Vortrieb musste dort im März 1986 vorübergehend eingestellt werden, nachdem statt der prognostizierten 20 Liter bis zu 400 Liter Bergwasser pro Sekunde angefallen waren. Nach Herstellung eines zirka 70 m langen Vorstollen zur Entwässerung sowie Gebirgsvergütungen konnte der Vortrieb nach drei Monaten wieder aufgenommen werden. Der nördliche, 1,7 Kilometer lange Abschnitt wurde aufgrund des starken Bergwasseranfalls, abweichend von der Planung, nicht mit Entwässerungseinrichtungen errichtet, sondern als wasserdichte Röhre. Die Konstruktion muss dauerhaft dem Druck des über dem First liegenden Wassers standhalten. Die Innenschale aus wasserundurchlässigem Stahlbeton wurde in diesem Bereich bis zu 60 cm stark ausgeführt, die Sohle bis zu 2 m. Der Wasserdruck, gegen den der Tunnel bemessen wurde, liegt bei bis zu sieben Bar. Die Gewölbedicken liegen im Bereich der offenen Bauweise unter Zugrundelegung der vollen Erdauflast zwischen 60 und 130 cm.
Die Vortriebsarbeiten endeten im Juli 1987. Die Fertigstellung des Tunnels war im Dezember 1987.
Die Röhre wurde im Auftrag der Projektgruppe Nord der Bahnbauzentrale bei der Bundesbahndirektion Hannover von einer Arbeitsgemeinschaft von Ingenieure Mayreder, Kraus & Co. (München) unter Federführung der Philipp Holzmann AG errichtet. Die Bausumme lag bei rund 200 Mio. D-Mark (etwa 105 Mio. Euro).

### Betrieb
Der Tunnel wurde 1989 in Betrieb genommen.
Bei einer Routineinspektion wurden 2007 im Bereich des Übergangs vom Muschelkalk zum Buntsandstein erstmals kleine Risse in der Innenschale dokumentiert. Bei Arbeiten zur Spülung der Entwässerung fielen im April 2011 deutlich ausgeprägtere Risse auf, die im selben Monat behandelt wurden. Die Standsicherheit im Schadensbereich wurde durch Ertüchtigungsmaßnahmen wiederhergestellt. Die Risse dehnten sich in den folgenden Jahren weiter aus.
Nachdem es Ende August 2011 zu einem Wassereinbruch gekommen war, wurde der Tunnel zunächst gesperrt. Vom 1. November bis 20. Dezember 2011 ließ das damalige Eisenbahninfrastrukturunternehmen DB Netz Sicherungsmaßnahmen durchführen. Diese umfassten 1300 Ankerungen sowie Kernbohrungen zur Bergwasserentlastung und Drainage im Bereich der Tunnelseitenwand (Ulme).
2013 wurde eine automatisierte messtechnische Überwachung im Schadensbereich durch automatisierte Tachymeter und Ankerkraftmessungen ergänzt. Daneben erfolgten Entlastungsbohrungen und -leitungen durch Gewölbe und Sohle.
Am frühen Morgen des 18. Mai 2014 fand im Rauhebergtunnel eine Rettungsübung statt.
Die Ende 2020 ausgeschriebenen geologischen Erkundungsbohrungen, die zwischen km 115,9 und km 116,4 vorgesehen waren, wurden im Sommer 2021 ausgeführt. In die Sanierung des Streckenabschnitts Kassel–Göttingen, zwischen dem 23. April 2021 bis 16. Juli 2021, war auch der Tunnel einbezogen. Eine Sanierung im Tunnelbereich oblag der DB Bahnbau Gruppe.
Da die Verformungen im problematischen Abschnitt des Tunnels weiter voranschreiten, wurde 2024 eine hinhaltende Ertüchtigung notwendig, bevor der Abschnitt in den 2030er Jahren grundhaft erneuert werden soll. Im November 2022 beantragte die Deutsche Bahn die erste Teilerneuerung des Tunnels. Dafür wurde die Strecke am 10. Dezember 2023 im Abschnitt zwischen Fuldatal-Ihringshausen und Göttingen gesperrt. In Verbindung mit weiteren Bauarbeiten kam es im Personenfernverkehr zu planmäßigen Reisezeitverlängerungen von bis zu 110 Minuten und Zugausfällen. Bei der Teilerneuerung des Bauwerkes auf einem 350 Meter langen Abschnitt erfolgte eine umfangreiche Gebirgsinjektion. Die geplanten Kosten lagen bei 72 Millionen Euro. Die DB teilte Ende Januar 2024 mit, dass die Arbeiten zur Erneuerung und Stabilisierung des Tunneluntergrundes nicht bis 29. Februar beendet sein würden. Weil der Grundwasserspiegel massiv gestiegen war, konnte dieser nicht ausreichend für das verwendete Düsenstrahlverfahren abgesenkt werden. In der Folge konnten die Sanierungsmaßnahmen hinter den letzten 3 von 16 Tunnelblöcken nicht planmäßig abgeschlossen werden. An der Sanierung wurde rund um die Uhr im Zwei-Schicht-System gearbeitet, dabei wurden unter anderem mehr als 3000 Löcher in Tunnelwand und -sohle gebohrt, um im Düsenstrahlverfahren ein Zement-Wasser-Gemisch einzubringen. In einem weiteren Abschnitt wurden „Porenrauminjektionen“ vorgenommen.  Die Auswirkungen auf die Kosten der Sanierungsmaßnahme wurden nicht veröffentlicht. Bei einem Unfall starb am 14. April 2024 ein Arbeiter. Am  16. Mai wurde der Tunnel wieder für den Verkehr freigegeben.
Die Sanierung des Tunnels war Teil einer insgesamt fünfjährigen Sanierung der Schnellfahrstrecke.
In einer zweiten Baustufe soll ab 2033 eine weitere Teilerneuerung folgen.